# Death Academy
Death Academy är Daniel Lehmussaaris första långfilm och samtidigt Cruzical Film&Medias första långfilm.

## Handling
Några studenter vill skriva en uppsats om morden på fyra elever på en skola för tio år sedan. De kommer i kontakt med den som dömdes för morden, som påstår att han är oskyldig och att rektorn är den som är skyldig. De tror på honom och tar sig in i skolan nattetid för att samla bevis. Men någon vill inte att sanningen kommer fram och de inser snart att de är fångar i skolan tillsammans med en seriemördare.

## Om filmen
Filmen spelades in på Välkommaskolan i Malmberget, Gällivare mellan den 3 september 2004 och 2 januari 2005. Premiärvisningen ägde rum den 12 mars 2005 på Blå Forell i Gällivare.

## Distribution
Först distribuerades den av Slasherpool under namnet School Night Massacre och hamnade på topplistan på bland annat Discshop.se.
Under 2005 köpte det tyska bolaget Starmedia rättigheterna för den tyska marknaden och senare samma år gavs den ut i Tyskland och Österrike under namnet Death Academy - Die Lehre von Tod! Den har sålt i 60 000 exemplar i dessa länder.

## Rollista
- Sigrid Josefsson – Elin
- Oden Nilsson – Niklas
- Tomas Kärrstedt – Jimmy
- Ulrica Hedén – Linda
- Henrik Järv – Henrik
- Mikael Stridsson – rektorn
- Michel Abou Rjeili – läraren
- Kicki Backebjörk – Erika
- Dan Johansson – Lars
- Lina Isaksson – Sofie
- Sara Lärkhagen – Sara
- Jan Lundmark – Spooky
- Jimmy Hansson – inbrottstjuv
- Christoffer Hedén – inbrottstjuv
- Pauli Raitaniemi – läkaren
- Daniel Lehmussaari – mentalpatienten